# Confession de Torgau

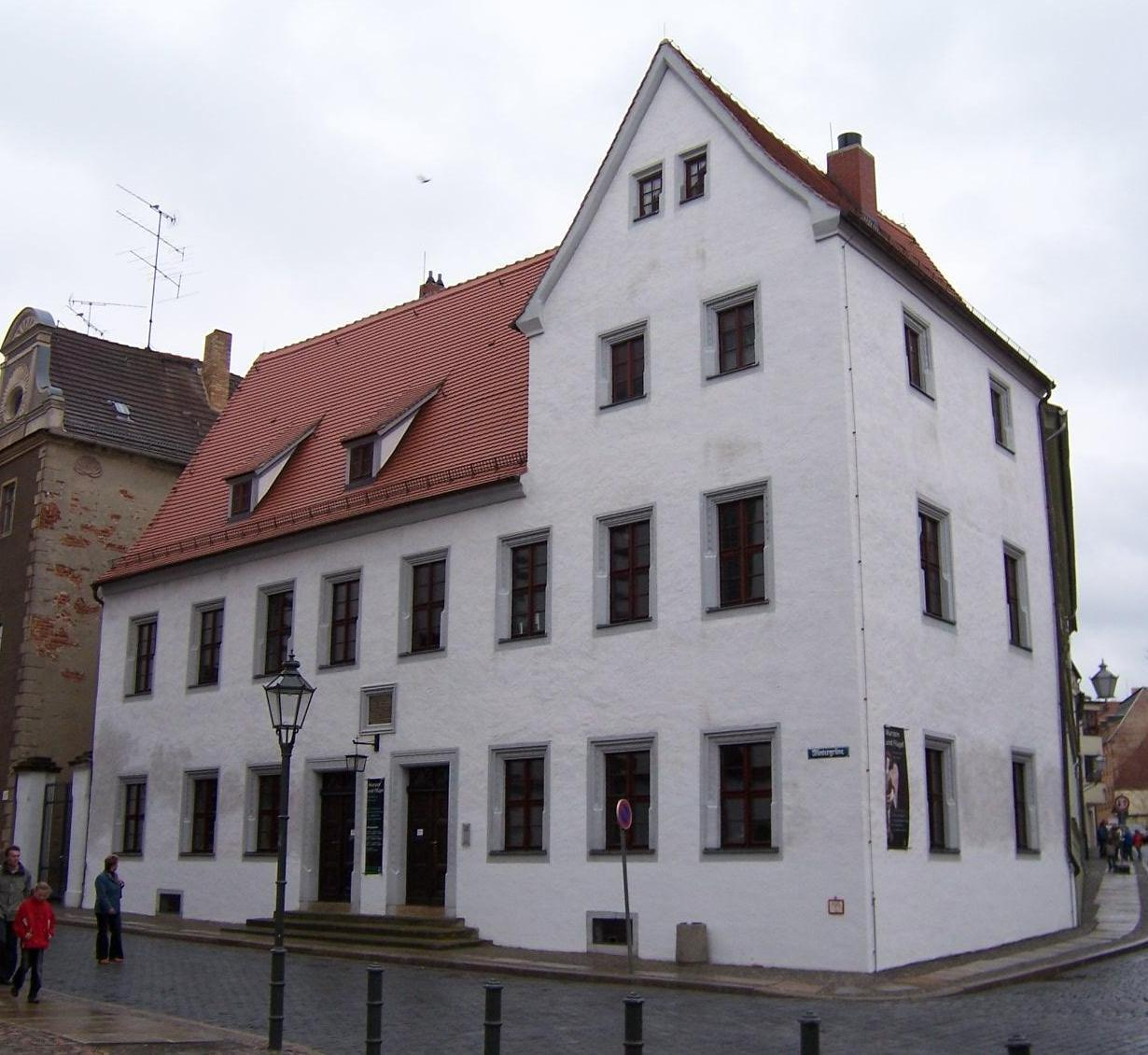
C'est dans ces locaux de l'ancien bailliage de Torgau qu'en mars 1530 les actes de la Confession furent rédigés et signés.

La confession de Torgau, publiée en mars 1530, est la proclamation par laquelle la pratique religieuse a été réformée en Saxe au XVIe siècle. Elle constitue le noyau de la Confession d'Augsbourg, repoussée deux mois plus tard par l'empereur Charles Quint.

## Première confession de Torgau
Au début de 1530, le comte Jean de Saxe demande à Martin Luther de fixer la doctrine évangélique pour ses états : en mars 1530, Luther, venu de la ville voisine de Wittenberg, rédige avec ses collaborateurs Jonas, Melanchthon et Bugenhagen la « confession de Torgau », en hommage à la capitale du prince Wettin. Ce texte est présenté fin mars à l'empereur, qui convoque la diète d'Augsbourg au mois de juin suivant. Le texte de la confession de Torgau est incorporé à la Confession d'Augsbourg (dont elle constitue les articles 22 à 28).

## La seconde confession
En 1574, le prince Auguste de Saxe convoque à Torgau un nouveau synode, auxquels prennent part théologiens et parlementaires. Trente nouveaux articles sont mis au vote, auxquels les votants doivent répondre par oui ou par non. Mais la rédaction des articles ne convenant pas aux philippistes, héritiers de la tradition initiée par Melanchthon, ces derniers repoussent le vote et sont dès lors stigmatisés comme calvinistes. Ils seront par la suite expulsés de l’Électorat de Saxe.